# INS Vikrant (2013)
O INS Vikrant é um porta-aviões ao serviço da Marinha da Índia e primeiro originário do país, com 76% composto por componentes nacionais e construído pelos estaleiros em Cochim, estado de Querala.

## Descrição
Com um deslocamento de aproximadamente 43 000 toneladas, se totalmente carregado, possui um comprimento de 262 metros, uma boca de 62 metros e uma altura de 61,6 metros desde o ponto mais fundo do calado até ao topo do mastro, o INS Vikrant é um porta-aviões do tipo STOBAR (Shorth Take-Off But Arrested Recovery) pelo facto de empregar uma rampa ski-jump em vez de catapultas para decolagem e três cabos de desaceleração para aterrissagem.
Estão presentes 2 200 compartimentos e o navio foi desenhado para acomodar aproximadamente 1 600 tripulantes, com cabines especializadas para tripulantes femininas.

Diagrama esquemático do aerodrómo do INS Vikrant (2013)

O aeródromo tem uma área de 12 500 m2 e seis helipontos, além de dois elevadores de aeronaves que ligam o hangar do deque inferior ao superior. As medidas das pistas são: 203 m para decolagem longa, 145 m para decolagem curta (VTOL) e 191 m para aterragem.

## Aeronaves
Com um arsenal de aproximadamente 30 aeronaves, a embarcação opera inicialmente os Mig-29K / KUB adquiridos da Rússia, porém a Hindustan Aeronautics Limited está desenvolvendo uma versão naval do seu HAL Tejas do qual já fez uma aterragem bem-sucedida no navio em 6 de fevereiro de 2023, mas, de momento, não há certezas se será empregado nesta plataforma.
Também está presente uma frota de helicópteros Kamov Ka-31 russo/soviéticos, Sikorsky MH-60R multiusos e HAL Druv.

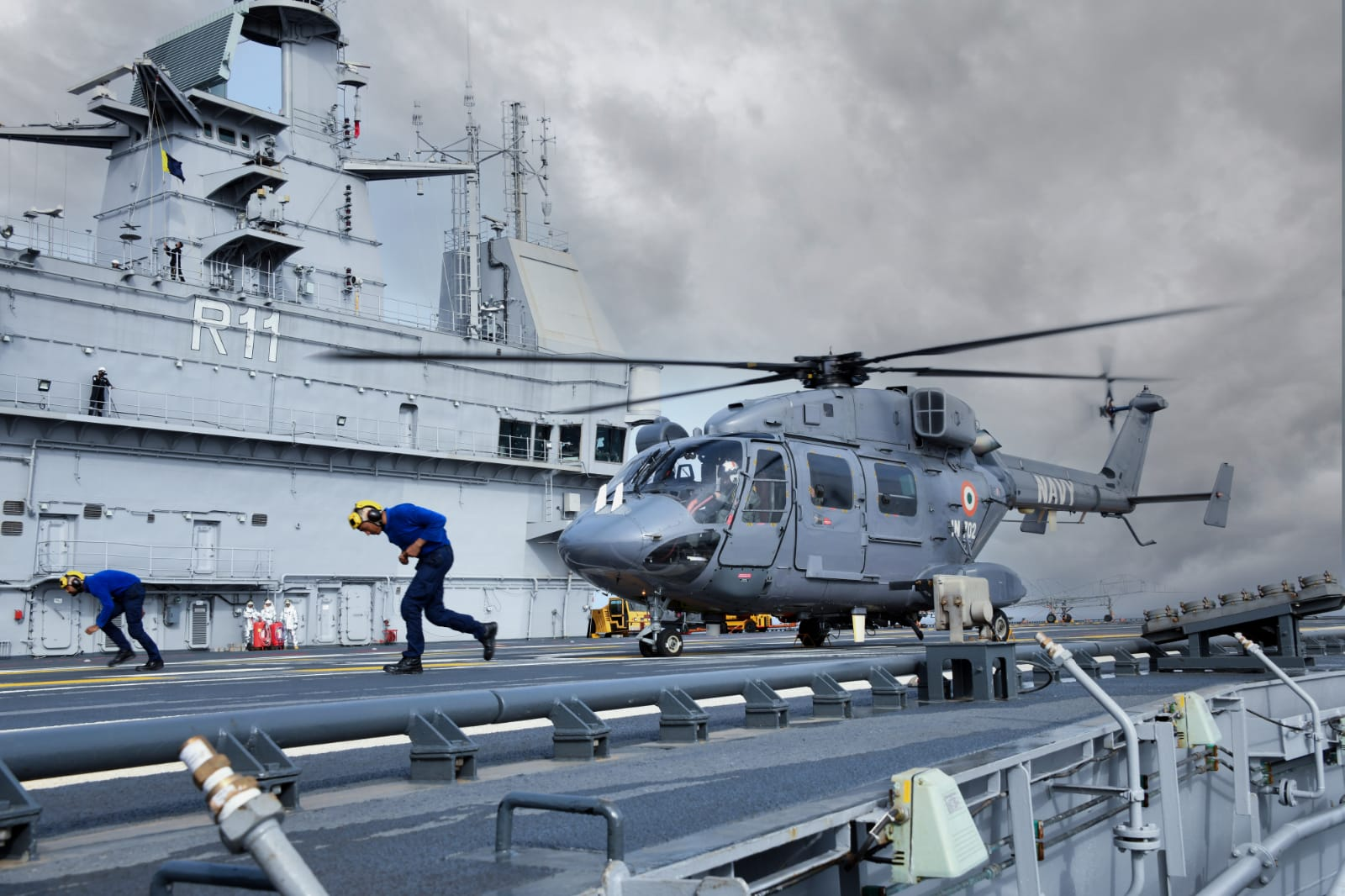
HAL Druv a bordo do INS Vikrant

#### Porta-aviões semelhantes:
- INS Vikramaditya (R33) (outro porta-aviões ativo na Marinha da Índia)
- Classe Queen Elizabeth (Reino Unido)
  - HMS Queen Elizabeth (R08)
- Admiral Flota Sovetskogo Soyuza Kuznetsov (063)(União Soviética, Rússia)
- Type 001 Liaoning (16) (China)

#### Páginas relacionadas:
- Porta-aviões
- Lista de porta-aviões
- Aviação naval